# Simon Harris
Simon Harris (Greystones, 17 de octubre de 1986) es un político irlandés que se desempeña como Tánaiste, Ministro de Relaciones Exteriores y Ministro de Defensa desde enero de 2025, es el líder del partido Fine Gael desde 2024 y Teachta Dála (miembro del Parlamento) por el distrito electoral de Wicklow desde 2011; anteriormente fue primer ministro o Taoiseach de Irlanda de 2024 a 2025. 
Harris fue, antes de su nombramiento como primer ministro, ministro de Educación Superior, Investigación, Innovación y Ciencia entre 2020 y 2024. Fue Ministro de Estado de 2014 a 2016.
Después de un período inicial en los banquillos como el parlamentario más joven del Dáil, Harris fue ascendido al puesto de Ministro de Estado en el Departamento de Finanzas en 2014. Tras la formación de un gobierno minoritario del Fine Gael en mayo de 2016, Harris fue nombrado miembro del gabinete como Ministro de Salud. Tras la formación del gobierno de coalición en junio de 2020, Harris fue nombrado Ministro de Educación Superior, Investigación, Innovación y Ciencia.Tras la renuncia de Leo Varadkar al liderazgo de Fine Gael y al cargo de Taoiseach, Harris asumió ambos cargos.

## Primeros años de vida
Harris nació en Greystones, condado de Wicklow, en 1986. Es el mayor de tres hijos de Bart y Mary Harris. Un tío abuelo suyo era concejal del Fine Gael en Dún Laoghaire.
Harris se educó en la escuela secundaria St. David's Holy Faith, en Greystones, y se involucró por primera vez en la política local cuando tenía quince años cuando creó la Alianza Triple A de North Wicklow para ayudar a las familias de niños con trastornos del espectro autista y desorden de déficit de atención . Como estudiante de Junior Certificate, presionó a los políticos para que obtuvieran mejores instalaciones que permitieran que los niños con tales discapacidades se integraran en la educación general. Harris fue miembro de Fianna Fáil y postuló para Dick Roche en las elecciones generales irlandesas de 2002, pero luego se unió a Fine Gael y fue elegido miembro del ejecutivo nacional de Young Fine Gael en 2003.
Harris inicialmente estudió periodismo y francés en el Instituto de Tecnología de Dublín, pero lo abandonó en el primer año.

## Carrera política temprana
Harris comenzó a trabajar como asistente de su futura colega de gabinete Frances Fitzgerald en 2008, cuando era miembro del Seanad Éireann. En las elecciones locales de 2009, Harris fue elegido miembro del consejo del condado de Wicklow, con el mayor porcentaje de votos de cualquier concejal del condado en Irlanda, y del consejo municipal de Greystones. Como concejal, se desempeñó como presidente del Comité Conjunto de Vigilancia Policial del Condado de Wicklow y presidente del Foro Regional de Salud de HSE. Fue miembro del Comité de Política Estratégica de Vivienda del Consejo del Condado de Wicklow y del Comité de Educación Vocacional de Wicklow.
Harris fue elegido miembro del Dáil Éireann en 2011, ocupando el tercer escaño en el distrito electoral de Wicklow. Como diputado más joven del 31º Dáil, Fine Gael lo seleccionó para nominar a Enda Kenny para el Taoiseach, pronunciando su discurso inaugural. Harris formó parte del Comité de Cuentas Públicas (PAC) del Dáil y del Comité Conjunto del Oireachtas sobre Finanzas, Gasto Público y Reforma. También fue miembro del grupo multipartidista Oireachtas sobre Salud Mental y presentó el Proyecto de Ley de Salud Mental (Antidiscriminación) de 2013, en junio de 2013.
Harris se postuló sin éxito como candidato del Fine Gael en el distrito electoral del Sur en las elecciones al Parlamento Europeo de 2014.

## Carrera gubernamental

### Liderazgo del Fine Gael
Leo Varadkar dimitió como líder del Fine Gael el 20 de marzo de 2024, lo que provocó elecciones de liderazgo. Varadkar indicó que también dimitiría como Taoiseach tras la elección del nuevo líder del Fine Gael. Las candidaturas se abrieron a las 10.00 horas del 21 de marzo de 2024. Esa tarde, más de la mitad del partido parlamentario Fine Gael había anunciado su apoyo a Harris como próximo líder y todos los demás ministros del gabinete se habían descartado de la contienda. Harris confirmó su intención de postularse para líder del Fine Gael la noche del 21 de marzo de 2024 en Six One News. Cuando se alcanzó la fecha límite para las nominaciones el 24 de marzo de 2024, Harris era el único candidato y fue confirmado como líder en la reunión del partido en Athlone el mismo día. Los otros dos partidos gubernamentales indicaron su deseo de que el gobierno durara su mandato completo a pesar del cambio de liderazgo, por lo que permitió a Harris convertirse en el nuevo Taoiseach.

## Vida personal
En 2017 se casó con Caoimhe Wade, una enfermera cardíaca.Tienen dos hijos. Harris vive con la enfermedad de Crohn,pero ha dicho que tiene poco impacto en su vida diaria.